# (16422) 1988 BT3
A (16422) 1988 BT3 a Naprendszer kisbolygóövében található aszteroida. Henri Debehogne fedezte fel 1988. január 18-án.